# Contro la religione
Contro la religione (nome originale Against Religion: The Atheist Writings of H.P. Lovecraft) è un libro pubblicato per la prima volta il 21 aprile 2010 dall'editore Sporting Gentlemen (a cura di Sunand Tryambak Joshi) contenente molti scritti, pubblici e privati, dello scrittore americano Howard Phillips Lovecraft. In Italia l'opera è stata tradotta da Guido Negretti e pubblicata il 24 maggio 2018 dalle edizioni Nessun Dogma.

## Soggetto
Il libro riporta alcune considerazioni fatte da Lovecraft (la cui maggioranza è ripresa dalla sua corrispondenza epistolare) sulla funzione delle religioni, sul suo rapporto con la scienza e la realtà, sull’indifferenza del cosmo per il genere umano e sulle sue ragioni relative all'ateismo e alla visione tradizionalistica della società. Oltre a queste disquisizioni l'opera tratta anche alcuni dei suoi pensieri relativi alle altre etnie e culture e il suo disprezzo per i pensatori idealisti, per i modernisti religiosi e i per i papisti.

## Capitoli
- Prefazione (a cura di Christopher Hitchens)
- Introduzione (a cura di Sunand Tryambak Joshi)
- Note sulla traduzione e sulla lettura (a cura di Carlo Pagetti)
- Alcune riflessioni personali

1. Una confessione di miscredenza
2. L'insignificanza dell'uomo
3. Ciò che ho contro la religione

- Pensieri generali su Dio e la religione

1. La natura di Dio
2. Che cos'è la religione?
3. Ateismo e probabilità
4. Indottrinamento religioso

- Religione e scienza

1. Idealismo e materialismo - Una riflessione
2. Note sul materialismo
3. Il materialismo oggi
4. Religione e relatività
5. Religione e indeterminatezza

- Religione e società

1. Religione, arte ed emozione
2. Religione ed etica
3. Religione e progresso sociale
4. Religione e cattolici
5. La psicologia del puritanesimo
6. Sullo spiritualismo

- Postfazione (a cura di Carlo Pagetti)

## Accoglienza
La rivista Pulp Libri ha lodato la traduzione italiana a cura di Guido Negretti e la capacità dell'opera di spiegare le contraddizioni di Lovecraft.